# Centromochlus schultzi
Centromochlus schultzi é uma espécie de peixe da família dos auqueniptèrids e da ordem dos siluriformes. Os machos podem alcançar 10,2 cm de comprimento. São encontrados na América do Sul.